# Osservatorio astronomico di Palermo
L'osservatorio astronomico "Giuseppe S. Vaiana" di Palermo, ospitato all'interno del palazzo dei Normanni, è una delle strutture di ricerca dell'Istituto nazionale di astrofisica (INAF). 
Fondato nel 1790, è considerato il più antico osservatorio astronomico d'Italia; precedentemente esistevano solo osservatori telescopici (non astronomici) come quello di Milano.
Nell'osservatorio si portano avanti svariati progetti di ricerca nel campo dell'astronomia e dell'astrofisica, fra i quali lo studio della corona solare e stellare, la nascita e l'evoluzione stellare e lo studio dei resti di supernova.

## Storia

### Fondazione
L'osservatorio venne fondato nel 1790 per volontà di Ferdinando I di Borbone che era stato spinto da alcuni intellettuali del tempo, tra i quali l'allora viceré siciliano Francesco d'Aquino, principe di Caramanico, a dotare la capitale del regno di Sicilia di un elemento di prestigio, paragonabile alle altre capitali europee, quindi il primo osservatorio astronomico d’Italia.
Fu difficile trovare un astronomo esperto che potesse gestire questo luogo così all'avanguardia, ma alla fine la scelta cadde su Giuseppe Piazzi, un matematico che aveva già superato i quarant'anni, e che fino a quel momento non si era particolarmente distinto in campo astronomico. Il nuovo direttore si diede subito da fare occupandosi dell'acquisto degli strumenti astronomici più moderni dell'epoca per rendere l'osservatorio all'avanguardia a livello europeo: tra le altre cose, fu acquistato il Cerchio di Ramsden, realizzato dal noto costruttore inglese Jesse Ramsden, e fu costruita la prima cupola. Fu la determinazione di Piazzi che consentì al prezioso strumento inglese di giungere in Sicilia: l'astronomo dovette recarsi personalmente a pungolare il costruttore e, in seguito, anche far fronte a tutte le difficoltà burocratiche che si presentarono: il governo inglese infatti era restio a lasciar uscire dai propri confini uno strumento unico al mondo (che tale è rimasto, altro aspetto fondamentale che ne sottolinea l'altissimo valore attuale).
Grazie a queste nuove apparecchiature, e in particolare proprio al Cerchio, nel 1801 Giuseppe Piazzi riuscì a scoprire ed identificare il primo asteroide che chiamò Cerere Ferdinandea, in onore del mito di Cerere, ambientato proprio in Sicilia e, naturalmente, del re Ferdinando; grazie a questa scoperta gli fu assegnato in premio una medaglia d'oro che egli rifiutò perché il premio fosse utilizzato per l'acquisto di altri strumenti, tra i quali un equatoriale di Troughton che collocò nella seconda cupola dell'osservatorio.
Nel 1817, con il nuovo Regno delle Due Sicilie, Piazzi fu trasferito a Napoli per completare la costruzione dell'osservatorio di Capodimonte, lasciando la direzione a Niccolò Cacciatore. A questi succedette, nel 1841, il figlio Gaetano che però, nel 1849, fu rimosso per ragioni politiche, avendo preso parte ai moti rivoluzionari antiborbonici. La direzione dell'osservatorio di Palermo fu quindi affidata a Domenico Ragona, il quale riuscì ad ottenere dal governo delle Due Sicilie i fondi necessari per acquistare nuovi strumenti, tra cui un eccellente telescopio equatoriale Merz da 25 cm di apertura, consegnato nel 1859.

### Nel regno d'Italia
Con l'arrivo dei Mille nel 1860, la situazione venne ribaltata: Cacciatore fu reintegrato nelle funzioni direttoriali e Ragona allontanato da Palermo, senza essere riuscito a collocare il grande telescopio Merz. Sarà Pietro Tacchini, nominato Astronomo aggiunto nel 1863, che nel 1865 installerà e metterà in funzione l'equatoriale, utilizzandolo per le ricerche di fisica solare che renderanno celebre l'Osservatorio di Palermo nella seconda metà dell'Ottocento e che porteranno alla fondazione della Società degli spettroscopisti italiani (1871), le cui Memorie - prima rivista di astrofisica - saranno edite a Palermo a partire dal 1872 a cura di Tacchini.
La partenza di Tacchini per Roma nel 1879 apre una fase difficile; Annibale Riccò, che gli succede come astronomo aggiunto, riesce a mantenere alta la qualità della ricerca fino a quando non assume la direzione dell'osservatorio di Catania nel 1890; poi, le vicende politiche e belliche - e le conseguenti difficoltà finanziarie del Governo - compromisero pesantemente le sorti dell'osservatorio, che nel 1923 fu declassato a Gabinetto universitario di astronomia. Per un trentennio ne fu direttore Filippo Angelitti. Angelitti, con fondi del Consorzio Universitario, acquistò un Cannocchiale Zenitale di Wanschaff da 8 cm di apertura, che fece installare al posto dell’antico Cerchio di Ramsden.
Dal 1931 al 1936 seguì Corradino Mineo, accademico dei Lincei, che ebbe un secondo mandato dal 1938 al 1948, dopo la direzione di Francesco Zagar. Furono anni caratterizzati da grandi difficoltà dell'istituzione, che aveva già conosciuto, dopo la riforma del 1923, il declassamento, ed era colpita da un forte declino, con riduzione di personale e scarsità di fondi per la conduzione delle osservazioni e per l'adeguamento tecnologico. I problemi si acuirono durante e dopo la seconda guerra mondiale, quando l'osservatorio fu vicino alla chiusura, privato di alcuni locali, dopo esser anche rimasto privo, nel 1939, dell'unico strumento di osservazione moderno di cui era dotato, il modello di telescopio zenitale sviluppato da Julius Wanschaff a Berlino.

### Nella Repubblica
Negli anni cinquanta la ripresa, ma sostanzialmente verso la sola funzione didattica. Le tre cupole poste originariamente sul tetto dell'edificio furono sostituite a cura della Regione Siciliana con altre in ferro, successivamente rimosse perché troppo pesanti e pericolose per la struttura. In seguito sono state installate nuove cupole in rame più leggere delle precedenti. È intitolato a Giuseppe Salvatore Vaiana, che lo diresse dal 1976 al 1991. A Vaiana, ordinario di Astronomia all'università di Palermo, si deve il decreto del Presidente della Repubblica del 18 luglio 1988, che riporta l'Osservatorio di Palermo nel novero degli Osservatori astronomici, e l'unica direzione dell’Istituto universitario di Astronomia e dell’Osservatorio.
Nel 2001 dal ministero dell'Università e della Ricerca scientifica e tecnologica è passato all'Istituto nazionale di astrofisica.
Oggi le attività si svolgono in due sedi: la sede storica di Palazzo dei Normanni, dove l’Osservatorio ha avuto origine, e il laboratorio di via Ingrassia che ospita i laboratori, le officine e le macchine per il calcolo ad alte prestazioni.

## Attività

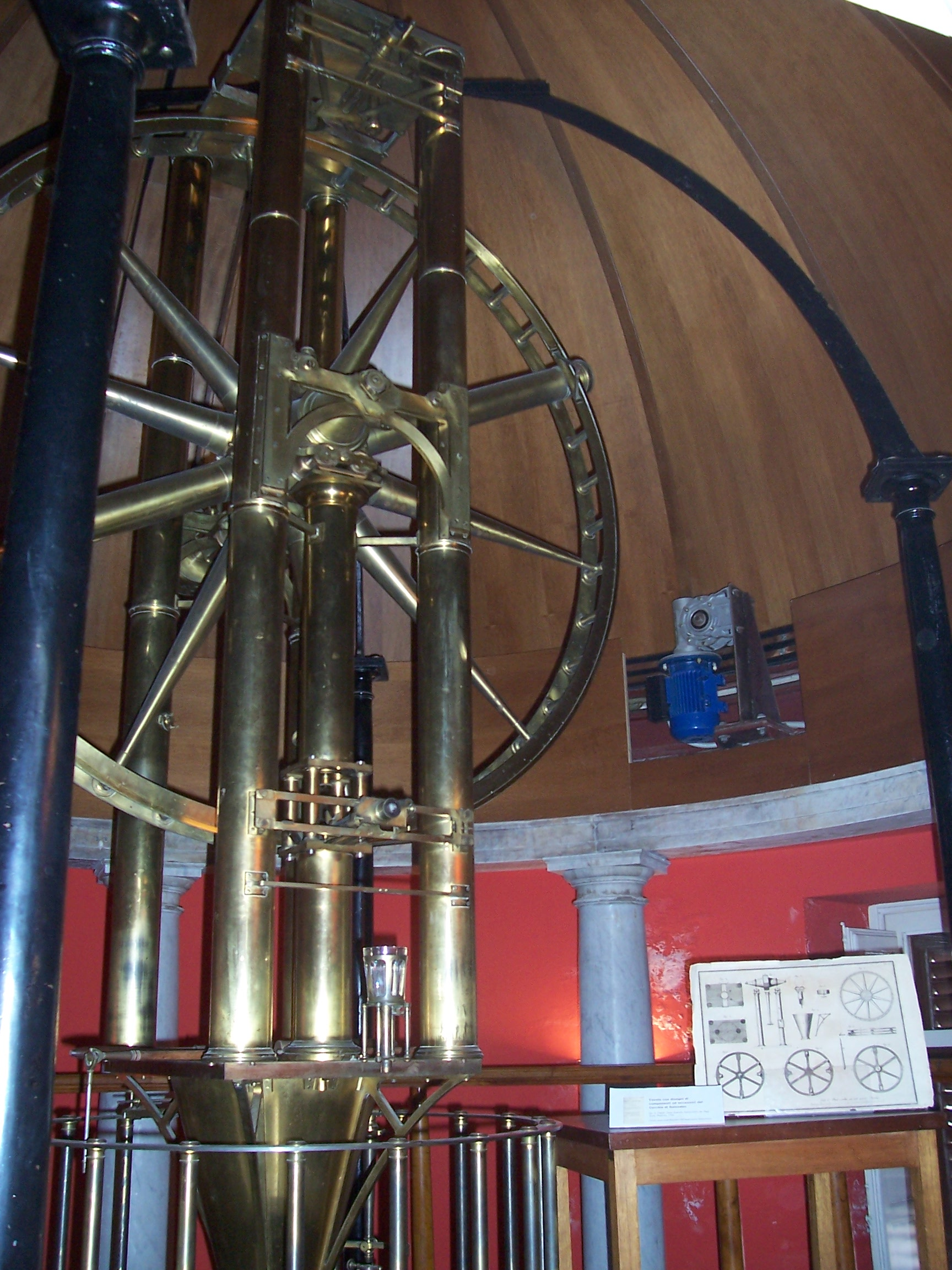
Strumentazione all'interno della cupola dell'osservatorio

Fanno parte integrante delle strutture dell'osservatorio un laboratorio per lo sviluppo ed i test di strumentazione scientifica per telescopi nella banda dei raggi X (X-ray Astronomy Calibration and Testing Facility, XACT) situato in una sede distaccata, un centro di calcolo ad alte prestazioni per l'implementazione di modelli numerici di interesse astrofisico (Sistema di calcolo per l'astrofisica numerica, SCAN) ed il Museo della Specola, che contiene una vasta collezione di strumenti astronomici appartenenti all'Osservatorio.

## Strumentazione
Attualmente è dotato di un telescopio automatizzato, con possibilità di controllo remoto integrale, inclusa la movimentazione della cupola. Si tratta di un telescopio Celestron "C14" da 14 pollici, che è stato largamente modificato e potenziato, con rilevatore CCD "SBIG ST-7E", sistema di controllo remoto e automazione cupola.

## Museo
Il "museo della Specola", che si trova nella sommità della torre pisana di palazzo dei Normanni, è composto principalmente dagli strumenti del XVIII e del XIX secolo, tra i quali troviamo telescopi acromatici, un sestante, alcuni barometri e termometri, oltre alle due apparecchiature principali già menzionate: il cerchio di Ramsden e l'equatoriale di Troughton. Sono presenti altri strumenti contemporanei ed una serie di dipinti ad olio che ritraggono personalità del mondo scientifico.

## Direttori
- Giuseppe Piazzi (1791-1817)
- Niccolò Cacciatore (1817-1841)
- Gaetano Cacciatore (1841-1849)
- Domenico Ragona (1849-1860)
- Gaetano Cacciatore (1860-1863)
- Pietro Tacchini (1863-1879)
- Annibale Riccò (1879-1890)
- Temistocle Zona (1891-1898)
- Filippo Angelitti 1898 -1931
- Corradino Mineo (1931-1936)
- Francesco Zagar (1936-1938)
- Corradino Mineo (1938-1948)
- Luciano Chiara (1948-1969)
- Salvatore Leone (1969-1976)
- Giuseppe Salvatore Vaiana (1976-1991)
- Salvatore Serio 1991–2001
- Salvatore Sciortino 2001-2011
- Giuseppina Micela (2011-2018)[4]
- Fabrizio Bocchino (2018 - in carica)